# 关东州总督府
关东州总督府，是清朝时期，俄罗斯帝国占领旅顺口后组建的总督府，是俄罗斯在当地进行殖民统治的管理机构。

## 沿革
光绪二十三年（1897年）12月14日，俄国舰队占据旅顺口。1898年3月27日，俄罗斯强迫清廷签订《中俄旅大租地条约》（李鸿章、张荫桓与巴甫罗夫签订），同日，提督宋庆奉命率军撤出旅顺。3月28日，俄军在旅顺黄金山举行占领仪式，之后将旅大租借地更名为“关东州”。5月，又在彼得堡签订《中俄旅大租地续约》获得租借旅顺、大连25年的特权。10月，俄国在旅顺成立临时民政管理局。1899年8月，改临时民政管理局为关东州总督府，位于今新市街。之后颁布《暂行关东州统治规则》，州辖三市五区，州政府设在旅顺。旅顺境内分设旅顺市、旅顺行政区（又称旅顺抚民府或旅顺民务所）。1903年，沙皇又批准在旅顺设“远东都督府”，由海军中将叶夫根尼·伊万诺维奇·阿列克谢耶夫担任总督，下辖阿穆尔州、外贝加尔州、滨海州、堪察加州、库页岛、关东州和达里尼市，加强对旅大地区的统治。

## 结束
1904年2月10日，日俄战争爆发。1905年1月，日本在旅顺建立旅顺军政署和旅顺民务所。同年5月，设关东州民政署。6月，设旅顺民政支署，同时撤销旅顺军政署。1906年5月，关东总督府（1905年10月设置）由辽阳迁到旅顺，同年9月，日本改关东总督府为关东都督府，统理军事和民政事务。